# عبد الله بدر الدانوك
الدكتور عبد الله بدر دانوك عبد الله العزاوي هو أكاديمي عراقي يحمل شهادة الدكتوراه في الاقتصاد الزراعي، ولد في قرية الشوهاني في ناحية المنصورية في محافظة ديالى في 1 تموز 1946.
أكمل دراسته الابتدائية في الشوهاني والمتوسطة في المقدادية والإعدادية في كركوك، ثم التحق بقسم الاقتصاد الزراعي في كلية الزراعة بجامعة بغداد وتخرج منه.
عمل في المديرية العامة للاستيلاء وتوزيع الأراضي الزراعية ومديرا لمزرعة في الخالص، ثم قبل في جامعة لافاييت في ولاية إنديانا بالولايات المتحدة الأمريكية، وحصل على شهادة الدكتوراه في التقتيات الزراعية وعاد إلى العراق عام 1978.
عمل أستاذا مساعدا في قسم الاقتصاد الزراعي في كلية الزراعة في جامعة بغداد، وعميدا لكلية الزراعة في جامعة صلاح الدين في أربيل، وعمل ممثلا للعراق في منظمة الفاو، ورئيسا للدائرة الزراعية في ديوان الرئاسة.
شغل منصب وزير الزراعة والري بالوكالة في 8 آذار 1989 حتى 7 تشرين الأول 1989 حيث أعفي من منصبه «لعدم الأمانة» كما ورد في مرسوم الإعفاء، فقد تورط في صفقة لبيع شركة مملوكة للدولة تقدّر قيمتها بنحو 25 مليون دينار عراقي (80 مليون دولار أمريكي) بسبعة أو ثمانية ملايين دينار (22,4 أو 25,6 مليون دولار)، وألقي القبض عليه وجرى استجوابه مع عدد من المسؤولين في وزارته، وأعدم في 29 تموز 1990 بسبب القضية.

## وجهة نظر عائلته في قضية إعدامه
تدعي عائلته أن الرئيس صدام حسين قد أمر ببيع الشركة بالقيمة الدفترية آن ذاك وحاول عدي صدام حسين وحسين كامل حسن التلاعب بهذه الصفقة، ولرفض الدكتور عبد الله لهذا التلاعب وتنفيذه لأوامر الرئيس صدام حسين تم تلفيق هذه التهمة بحقه وبعد اجتماع مجلس الوزراء في 7 تشرين الأول 1989، وبسبب مشاده كلامية بين الأطراف المذكورة اعتقل الدكتور عبد الله مع أربعة من زملائه وهم (يحيى الدراجي، وهو محام لا ينتمي لوزارة الزراعة، وساجد كحلة رئيس قسم في الأمن العامة الاقتصادية زوج ابنة يحيى الدراجي وجاسم العزاوي وعابد دخيل وكان عملهما تجارا) وكان في مكان احتجازهم مجهولا عن عوائلهم. وبعد 9 أشهر نقلوا إلى سجن أبي غريب حيث تمكنت عوائلهم من زيارتهم وأصدر ت محكمة الثورة حكم الإعدام بحقهم بدون محاكمة فعلية ونفذ حكم الإعدام بحقهم في التاريخ المذكور آنفا.